# José María Ibarrarán

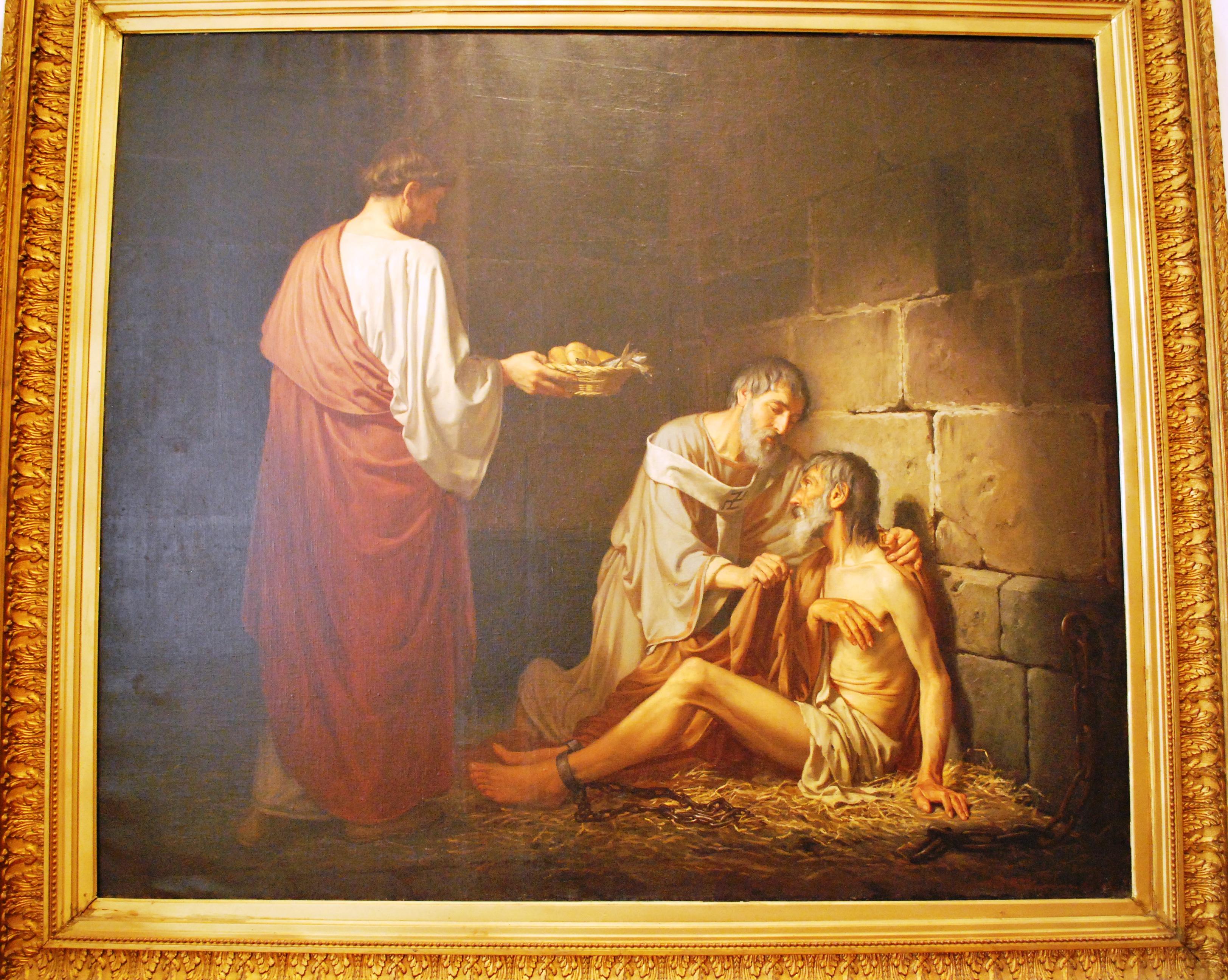
La caridad en los primeros tiempos de la Iglesia (1883), Museo Nacional de Arte (México).

José María Ibarrarán y Ponce de León (Puebla, México, 1854 - 1910) fue un pintor mexicano. Fue alumno de José Salomé Piña y Santiago Rebull en la Academia de San Carlos de 1874 a 1885. Ibarrarán ejercitó la pintura de tópicos religiosos, y nacionalistas. Realizó una copia de la obra de Rafael Sanzio La caída en el camino del calvario.  En la modulación equilibrada de la pintura de Ibarrarán se ve reflejada un aliento contemplativo con trazas de sutil afectación. Su padre, José  María Ibarrarán y Leal, fue un historiador, historiógrafo y académico de renombre.